# Mausoleum Knoop
Das Mausoleum Knoop befindet sich in Bremen, Stadtteil Walle, Ortsteil Walle, Im Freien Meer 32, auf dem Waller Friedhof. Es entstand bis 1880 nach Plänen des Architekten Gustav Runge und des Bildhauers Diedrich Samuel Kropp.
Es steht seit 2005 unter Bremer Denkmalschutz.

## Geschichte
Das zweigeschossige Mausoleum mit einem Satteldach über der offenen Pfeilerhalle wurde 1878/79 in der Epoche des Historismus im Stil der Neogotik auf einer kleinen Anhöhe direkt an dem kleinen See auf dem Waller Friedhof für den Unternehmer Baron Ludwig Knoop gebaut. Der Bildhauer Kropp modellierte 1880 dazu die Christusfigur.

Das Landesamt für Denkmalpflege Bremen befand: „Das beeindruckendste neogotische Monument auf dem Waller Friedhof ist wohl das Mausoleum für den Baron Knoop....“
Knoop war als Textilkaufmann in Bremen, London und in Russland sehr erfolgreich tätig. Er wurde 1894 im Familienmausoleum bestattet. Acht weitere Familienmitglieder der Familien Knoop und Albrecht sind dort beigesetzt, darunter Baron Knoops Louise Dorothea Betty Albrecht, geb. Knoop (1844–1889), die Großmutter des späteren niedersächsischen Ministerpräsidenten Ernst Albrecht.
Das Mausoleum wurde nach 2005 für 90.000 € saniert.

Knoop besaß das Landgut Mühlenthal mit dem ehemaligen Schloss Mühlenthal im heutigen Knoops Park in Bremen – St. Magnus. Hier steht die Ludwig-Knoop-Statue.